# Vicente Vila Gimeno
Vicente Vila Gimeno (Valencia, 30 de abril de 1908-Madrid, 28 de junio de 2009) fue un pintor, acuarelista y cartelista español. Conocido por el seudónimo de Wila, el período más destacado de su carrera fue durante la Guerra Civil, realizando trabajos para el bando republicano.

## Biografía
Estudió Bellas Artes en la Real Academia de San Carlos, obteniendo el premio extraordinario de fin de carrera. Con el estallido de la guerra, se adhirió a la Alianza de Intelectuales Antifascistas, trabajando para el taller de la asociación realizando carteles. Toda su producción como cartelista del período bélico pudo conservarse gracias a que fue escondiendo en un piso de Valencia cada uno de los rollos. Muchos años después los recuperó y fueron catalogados por distintos archivos, como el de la Fundación Pablo Iglesias y el propio Archivo de Salamanca. Uno de los más conocidos es el El analfabetismo ciega el espíritu: soldado instrúyete, realizado para la campaña de alfabetización de las Milicias de la Cultura del ejército republicano y cuyo original se encuentra en el Fondo Antiguo de la Universidad de Valencia.
Al finalizar el conflicto pudo establecerse con su familia en Madrid y evitar el exilio o las represalias dada su falta de adscripción política. En la capital de España trabajó para el mundo de la cinematografía realizando carteles para CIFESA, en la ilustración de libros escolares, en los decorados de alguna películas, como 55 días en Pekín, y llegó a ser profesor de la Escuela de Artes y Oficios de la capital de España. También fue un prolífico cartelista de posguerra, ganador de diversos concursos para las Fallas de Valencia en los años 1940.